# Кемпненски окръг
Кемпненски окръг (на полски: Powiat kępiński) е окръг в Полша, Великополско войводство. Заема площ от 608,26 км2. Административен център е град Кемпно.

## География
Окръгът се намира в историческата област Велюнска земя. Разположен е в южната част на войводството.

## Население
Населението на окръга възлиза на 56 488 души (2012 г.). Гъстотата е 93 души/км2.

## Административно деление
Административно окръгът е разделен на 7 общини.
Градско-селска община:
- Община Кемпно

Селски общини:
- Община Баранов
- Община Бралин
- Община Ленка Опатовска
- Община Пежов
- Община Рихтал
- Община Тшчиница

## Фотогалерия
- Кемпно
- Бралин